# McComb (Mississippi)
Pour les articles homonymes, voir McComb.
McComb est une ville des États-Unis située dans le comté de Pike au Mississippi. Selon le recensement de 2000, la population de la ville s'élevait à 13 337 habitants.

## Personnalité originaire
- Bo Diddley
- Brandy Norwood
- Glover Quin
- Britney Spears
- Jamie Lynn Spears